# Bichelweiher

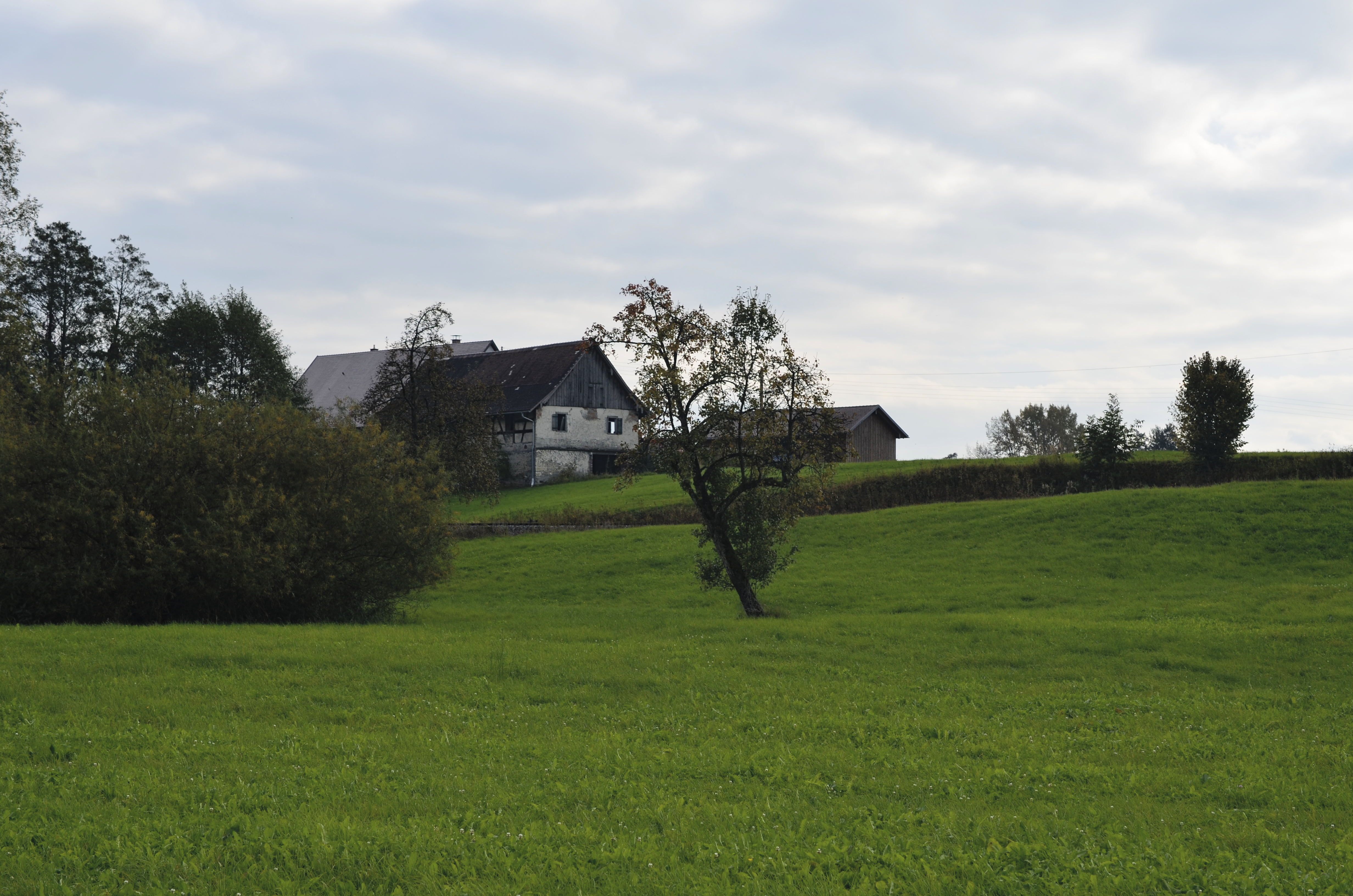
Fuggermühle. Dahinter liegt der Bichelweiher

Der Bichelweiher ist ein ehemaliger Mühlenteich im Gemeindegebiet von Wasserburg (Bodensee). 
Der Bichelweiher liegt unweit des Bodensees im Naturschutzgebiet Bichelweiher und Bichelweihermoos, das sich auch auf die östlich angrenzende Gemeinde Bodolz erstreckt. Das 1977 errichtete Naturschutzgebiet umfasst knapp 13 Hektar. 
Der Bichelweiher ist 170 Meter lang und halb so breit und hat eine Fläche von rund 8.000 m² (0,8 Hektar). Er ist benannt nach dem nahegelegenen Weiler Bichel und liegt auf einer Meereshöhe von 401 Meter. Er entwässert über den Eschbach über eine Strecke von 1780 Meter in den Bodensee, der vier Meter tiefer und 835 Meter Luftlinie entfernt liegt. Zuflüsse sind der Mühlebach und der Rückelebach.
Die Mühle gehört zu einem ausgedehnten Ensemble landwirtschaftlicher Nutzgebäude, das im 17. Jh. errichtet wurde. Seit 1572 besaßen verschiedene Linien der Fugger die Herrschaft Wasserburg.
Vor allem der breite Schilfgürtel im nordöstlichen Grenzbereich zum Bichelweihermoos ist Rast- und Brutplatz einiger selten gewordener Vogelarten; bemerkenswert ist auch die Amphibienfauna sowie das Vorkommen schützenswerter Pflanzen.
Im Bichelweiher wurde 1879 die einzig bekannte natürliche Population der Wasserfalle in Süddeutschland entdeckt. Um 1926 erlosch der Bestand, spätere Wiederansiedlungsversuche scheiterten, da der Bichelweiher durch angrenzende Landwirtschaft eutrophiert ist. Ansiedlungen in der nahen Schweiz mit Material aus dem Bichelweiher waren 1908 jedoch erfolgreich, die dortigen Bestände sind die letzten nach dem Aussterben der Art in West- und Mitteleuropa.